# Loch Tulla
Loch Tulla är en sjö i Storbritannien.   Den ligger i kommunen Argyll and Bute och riksdelen Skottland, i den nordvästra delen av landet, 600 km nordväst om huvudstaden London. Loch Tulla ligger 164 meter över havet. Arean är 2,1 kvadratkilometer. I omgivningarna runt Loch Tulla växer i huvudsak blandskog. Den sträcker sig 2,1 kilometer i nord-sydlig riktning, och 3,3 kilometer i öst-västlig riktning.